# 拉阿魯哇族泛靈信仰
拉阿魯哇族傳統的神靈信仰，包括有生靈、物靈和神祇等之超自然觀念。

## 信仰種類
拉阿魯哇族的主要信仰可分為生靈、物靈及自然神，此三大類。
一、生靈：拉阿魯哇族人相信多靈魂，把生人的靈魂稱為Tiilharaβai，死人的靈魂稱為'Ilhitso。生人的靈魂又可分為身體靈和游離靈：身體靈有兩個，在右肩者為善靈，稱Tiilharaval maβatsan；在左肩者為惡靈，稱Tiilharaβai takorijats。游離靈只有一個Tiiharavai muasaasela，住所不定，能自由徘徊在身體之外，會使人在夜晚做夢，或是生病。而離開身體的生靈變成為死靈，如果是善靈有保衛疆土和守護子孫平安繁榮的功能。
二、物靈：拉阿魯哇族相信許多自然物都有靈性，有些還是本族的守護神（如：十二貝神）。
三、自然神祇：拉阿魯哇族相信神祇也有善惡之分。善神是天地日月萬物的創造者，也是統治人類的神。惡神有唐卡帕圖（Tama-kapatu）、皮亞·洛托索（Pia-loβotso）等。唐卡帕圖是住在水中或是斷崖絕壁的地方，補食人類靈魂。而皮亞·洛托索不清楚是人類還是死靈（'Ilhieso），會捕捉女子裝在布袋裡抬走。

## 神話傳說
傳說在很久以前，拉阿魯哇族人（Hlaf'alua）和小矮人Kavurua一起住在東方的日昇之地（Hlasʉnga），兩族相處地非常融洽；有一天，拉阿魯哇族人決定要離開，小矮人覺得很難過，於是將他們最珍惜的寶物——貝神（Takiarʉ）贈送給拉阿魯哇人，並且交代拉阿魯哇族人要把貝神奉為神明祭拜，從此就成為拉阿魯哇族信奉的十二貝神。

## 祭儀
聖貝祭（Miatungusu）是拉阿魯哇族人所有祭祀中最重要的祭典，每兩年舉行一次。平常貝神是由部落首領（Raahli）保管，頭目會把貝神放在甕中封起來，再把甕埋在家後面，但很神奇的是，不到祭典時，既使貝神被封在甕裡，埋在土裡，卻仍然不見其在存。據說祂們都已經回到Hlasʉnga（日昇之地）這個地方了，但是當族人要舉行聖貝祭的前十天，部落首領會去看甕裡的貝神是否已回來，果然發現貝神都已經回到甕中，這是不可思議的神奇之事。

## 世界觀與主要神祇
宇宙觀
主要神祇
根據記載，主要的神靈有十二位（貝神），另有其他神祇掌管其他方面。
主要十二位神祇有：
| 神靈   | 中譯名稱 | 拉阿魯阿語              | 職責                                 | 註釋 |
| ------ | -------- | ----------------------- | ------------------------------------ | ---- |
| 驅魔神 |          | Hlalangʉ 'Ihlicu        | 能驅逐妖魔永不附身。                 |      |
| 驅懶神 |          | Kupamasavaʉ             | 能驅離族人的懶惰。                   |      |
| 健康神 |          | Pamahlatʉra             | 能保佑族人身體健康強壯。             |      |
| 守護神 |          | Pamaiatuhluhlu          | 能守護部落的族人化險為夷。           |      |
| 平安神 |          | Pamavahlaʉvaʉ           | 能保佑族人做任何事均能相安無事。     |      |
| 聰明神 |          | Papacʉcʉpʉngʉ           | 能保佑族人個個都聰明。               |      |
| 勤勞神 |          | Patama'iiarʉ            | 能保佑族人勤勞工作。                 |      |
| 食物神 |          | Paumala A'anʉ           | 能保佑族人每年都有豐富的食物可用。   |      |
| 狀元神 |          | Paumala Ngahla          | 能保佑族人出人頭地、成大業、立大業。 |      |
| 狩獵神 |          | Paumala Papa'a          | 能保佑族人狩獵時都能獵到獵物。       |      |
| 勇猛神 |          | Pava'asu                | 能保護族人成為勇士。                 |      |
| 風雨神 |          | Sipakinivaratʉhlausahlʉ | 能保佑年年風調雨順、遠離天災。       |      |

### 其他神祗或生物
- 阿伊薩烏朗亞夏(Avisavulangahla)：前門守護神。
- 希卜里瑪諸(Hlipurimacu)：後門守護神，因阿伊薩烏朗亞夏的計謀而死亡。
- 皮亞·洛托索（Pia-loβotso）：不清楚是人類還是死靈（'Ilhieso），會捕捉女子裝在布袋裡抬走。
- 唐卡帕圖（Tama-kapatu/Tangukapatu）：居住在水中或是斷崖絕壁，補食人類靈魂。在排剪社的傳說當中，人之所以會死，是因此神將垂下的生命線剪斷所致[5]。